# Френсіс Лоуренс
Френсіс Лоуренс (англ. Francis Lawrence; нар. 26 березня 1971) — американський кінорежисер і продюсер. Довгий час працював над музичними кліпами та рекламами та 2005 році дебютував як повнометражний режисер знявши супергеройський фільм-трилер «Константин: Володар темряви». З того часу режисер також зняв постапокаліптичний фільм жахів «Я — легенда» (2007), романтичну драму «Води слонам» (2011), чотири з п’яти фільмів серії «Голодні ігри» та шпигунський трилер «Червоний горобець» (2018).

## Біографія
Френсіс Лоуренс народився у Відні в родині американців. Батько був фізиком-теоретиком, що викладав у Каліфорнійському державному університеті у Нортриджі, а мати — віцепрезидентом із технологій в агентстві зв’язків з громадськістю, що знаходилося в його рідному місті.
У віці чотирьох років переїхав до Лос-Анджелеса. Він також був режисером численних рекламних роликів для таких брендів, як Coca-Cola, L'Oréal, Calvin Klein, Pepsi, Maybelline, Bacardi, McDonald's, GAP, Oldsmobile і Disneyland. У 2005 році його повнометражним дебютом режисера став фільм «Константин: Володар темряви» за мотивами коміксів з Кіану Рівзом у головній ролі.
У 2007 році Лоуренс зняв фільм «Я — легенда» з Віллом Смітом за мотивами однойменного роману Річарда Метісона. У 2011 році він зняв фільм «Води слонам». У 2012 році Лоуренс став режисером і виконавчим продюсером пілотного епізоду паранормального серіалу від Fox, «Контакт». У 2011 році отримав премію «Греммі» за найкраще музичне відео в короткій формі за режисерування кліпу «Bad Romance» для Леді Гаги.
У квітні 2012 року Lionsgate оголосили, що Лоуренс був обраний режисером екранізації роману «У вогні», а 3 травня офіційно підтвердили цю інформацію. Книга та фільм є продовженням блокбастера «Голодні ігри» з Дженніфер Лоренс у головній ролі.
Згодом Лоуренс повернувся до «Голодних ігор» та відзняв дві останні частини франшизи: «Переспівниця. Частина І» (2014) та «Переспівниця. Частина ІІ» (2015).
Наступним фільмом режисера став «Червоний горобець», який вийшов на екрани 2 березня 2018 року. Фільм засновано на однойменному романі Джейсона Меттьюза та у ньому взяли участь зірки «Голодних ігор» Дженніфер Лоренс і Джоел Еджертон.
У квітні 2020 року Лоуренс підписав контракт на фільмування адаптації роману «Балада про співочих пташок і змій» написаний Сюзанною Коллінз, що є приквелом до «Голодних ігор». Фільм «Голодні ігри: Балада про співочих пташок і змій» вийшов на екрани 17 листопада 2023 року.
У березні 2021 року виробнича компанія «about:blank», що належить режисеру уклала угоду з New Republic Pictures. У листопаді було заявлено, що їхнім першим спільним проєктом стане екранізація роману Філіпа Діка «Молот Вулкана». У березні 2022 року було оголошено, що Лоуренс зніме повнометражну адаптацію роману «Stalag-X» Кевіна Дж. Андерсона та Стівена Л. Сірса, а сценаристом адаптації буде Джой Вілкінсон. У квітні 2022 року було оголошено, що Лоуренс стане одним із виконавчих продюсерів «Chief of War» для Apple TV+.
У серпні 2022 року портал TheWrap повідомив, що Лоуренс підписав контракт з Netflix на режисуру адаптації відеоігрової франшизи BioShock. У вересні того ж року Deadline повідомили, що режисер зніме продовження «Константина».

## Проєкти

### Фільми
| Рік  | Назва                                           | Дистриб'ютор          | Режисер | Продюсер |
| ---- | ----------------------------------------------- | --------------------- | ------- | -------- |
| 2005 | Константин: Володар темряви                     | Warner Bros. Pictures | Так     | Ні       |
| 2007 | Я — легенда                                     | Warner Bros. Pictures | Так     | Ні       |
| 2011 | Води слонам                                     | 20th Century Fox      | Так     | Ні       |
| 2013 | Голодні ігри: У вогні                           | Lionsgate             | Так     | Ні       |
| 2014 | Голодні ігри: Переспівниця. Частина І           | Lionsgate             | Так     | Ні       |
| 2015 | Голодні ігри: Переспівниця. Частина ІІ          | Lionsgate             | Так     | Ні       |
| 2018 | Червоний горобець                               | 20th Century Fox      | Так     | Ні       |
| 2022 | Маревокрай                                      | Netflix               | Так     | Так      |
| 2023 | Голодні ігри: Балада про співочих пташок і змій | Lionsgate             | Так     | Так      |
| 2025 | Довга хода                                      | Lionsgate             | Так     | Ні       |
| 2026 | Голодні ігри: Схід сонця на Жнива               | Lionsgate             | Так     | Ні       |
| Н/Д  | Константин 2                                    | Warner Bros. Pictures | Так     | Ні       |

Помічник режисера:
- Врубай на повну котушку (1990)
- «Marching Out of Time» (1993)

### Телебачення
| Рік       | Назва        | Інформація                                                      | Режисер | Виконавчий продюсер |
| --------- | ------------ | --------------------------------------------------------------- | ------- | ------------------- |
| 2009      | Королі       | Епізоди «Pilot: Goliath. Part 1», «Prosperity» та «First Night» | Так     | Так                 |
| 2012      | Ґотем        | Телефільм                                                       | Так     | Ні                  |
| 2012–2013 | Контакт      | Епізод «Pilot»                                                  | Так     | Так                 |
| 2019–2022 | Сліпота      | Епізоди «Godflame», «Message in a Bottle» та «Fresh Blood»      | Так     | Так                 |
| TBA       | Chief of War |                                                                 | Ні      | Так                 |

## Зовнішні посилання
- Френсіс Лоуренс на сайті IMDb (англ.)